# 프리탐 코탈
프리탐 코탈(벵골어: প্রীতম কোটাল, 힌디어: प्रीतम कोटाल, 1993년 9월 8일 ~ )은 인도 슈퍼리그 클럽 첸나이와 인도 국가대표팀에서 수비수로 활약하는 인도의 프로 축구 선수이다.

## 구단 경력

### 모훈 바간
파일란 애로우스가 해체된 후 2013-14년 시즌을 앞두고 코탈은 모훈 바간과 계약을 맺었다. 그는 2013년 10월 23일, 살가오카르와의 경기에서 클럽 데뷔 전을 치렀다. 그는 85분 아이볼랑 콩지를 대신해 교체 선수로 출전하여 모훈 바간이 2-1로 승리했다. 코탈은 2015년 2월 7일, 푸네와의 경기에서 클럽의 첫 골을 넣었다. 그의 77분 골은 모훈 바간이 1-0으로 승리한 유일한 골이었다. 그는 5월 20일, 로열 와힝도와의 경기에서 자신의 커리어 두 번째 골이자 시즌 두 번째 골을 기록했다. 그의 골은 모훈 바간이 2-0으로 승리한 두 골 중 첫 골이었다. 코탈은 두 골을 제공함으로써 모훈 바간이 첫 번째 I리그 타이틀을 획득하는 데 기여했고, 이로써 모훈 바간은 2007년 리그 창설 이후 콜카타 팀 중 처음으로 타이틀을 획득한 팀이 되었다. 코탈은 2015-16년 시즌 I-리그 캠페인에 참가했으며, 2016년 1월 9일, 아이자울과의 경기에서 시즌 첫 경기를 치렀다. 코탈은 그 경기에서 자책골을 넣으며 아이자울이 동점골을 넣었다. 하지만 마지막 휘슬이 울린 후 모훈 바간은 3-1로 승리했다.

### 케랄라 블래스터스
2023년 7월 14일, 케랄라 블래스터스는 코탈과 2026년까지 3년 계약을 체결한다고 발표했다. 모훈 바간은 코탈을 사할 압둘 사마드로 교체하고 블래스터스에 90라크의 이적료를 지불한 것으로 알려졌다. 그는 2023년 8월 13일, 2023년 듀랜드 컵에서 열린 코쿨람 케랄라와의 경기에서 4-3으로 패배하며 클럽 데뷔 전을 치렀다. 9월 21일, 프리탐은 인도 슈퍼리그에서 벵갈루루와의 시즌 개막전에서 클럽 데뷔 전을 치렀고, 블래스터스는 2-1로 승리했다.

## 국가대표팀 경력
인도는 2015년 대회에 불참한 후 2019년 AFC 아시안컵 본선에 진출했다. 코탈은 2019년 AFC 아시안컵 인도 예선에서 5경기에 출전했다. 코탈은 아랍에미리트로 향하는 23명의 인도 국가대표팀에 포함되었다. 그는 AFC 아시안컵에서 데뷔 전을 치렀고, 2019년 1월 6일에는 2019년 대회 첫 경기에서 인도가 태국을 제치고 1-4로 대승을 거두었다.  이 경기는 또한 55년 만에 열린 AFC 아시안컵 경기에서 인도가 거둔 첫 승리였으며, 아시안컵 역사상 가장 큰 승리이기도 했다. 코탈은 1월 14일, 바레인과의 결승전을 포함한 조별 리그 세 경기 모두에 출전했지만, 인도는 0-1로 패배하여 인도를 캠페인에서 탈락시켰다.

## 사생활
2023년 4월, 코탈은 오랜 여자친구이자 벵골인 스포츠 기자인 소넬라 폴과 결혼했다.